# Bill Hoskyns
Henry William Furse „Bill” Hoskyns (London, 1931. március 19. – North Perrott, 2013. augusztus 4.) világbajnok, olimpiai ezüstérmes angol vívó.

## Sportpályafutása
Mindhárom fegyvernemben versenyzett, de nemzetközileg jelentős eredményeit tőr- és párbajtőrvívásban érte el.